# Cerkiew Poczęcia Świętego Jana Chrzciciela w Człuchowie
Cerkiew Poczęcia Świętego Jana Chrzciciela w Człuchowie – cerkiew greckokatolicka w Człuchowie, w województwie pomorskim. Jest to nowoczesna świątynia wybudowana w latach 1994-1996 przez ks. Piotra Szwec-Nadwornego i poświęcona 9 listopada 1996 roku. Mieści się przy ulicy Romualda Traugutta 12.
Parafia greckokatolicka w Człuchowie istnieje od 1991 roku. Należy do eparchii olsztyńsko-gdańskiej.